# ترتیزک باتلاقی
ترتیزک باتلاقی (نام علمی: Cardamine) نام یک سرده از تیره شب‌بویان است.